# Skorven
Skorven is een Zweeds eiland /zandbank behorend tot de Lule-archipel. Het eilandje ligt in het noorden van de Botnische Golf. Het heeft geen oeververbinding en er is als bebouwing waarschijnlijk alleen een noodcabine of zomerwoning.